# Masrasector
Masrasector ist eine Gattung aus der Ordnung der Hyaenodonta, ausgestorbenen fleischfressenden Säugetieren, die möglicherweise den Raubtieren nahe stehen. Sie kam im Oberen Eozän und im Unteren Oligozän vor 38 bis 30 Millionen Jahren im heutigen Afrika und auf der Arabischen Halbinsel vor. Das Fundmaterial setzt sich hauptsächlich aus Schädel- und Gebissresten zusammen, darüber hinaus liegen auch einzelne Elemente des Bewegungsapparates vor. Als bedeutendster Fundpunkt erwies sich die Fossillagerstätte des Fayyum in Ägypten. Anhand des bekannten Fossilmaterials kann auf kleine Tiere geschlossen werden. Möglicherweise ernährten sie sich wiederum von kleineren Säugetieren, es wurde aber auch eine Spezialisierung auf Weichtiere in Betracht gezogen. Die wissenschaftliche Einführung der Gattung datiert in das Jahr 1974, gegenwärtig sind mehrere Arten belegt. Anfangs war die systematische Stellung von Masrasector aufgrund einiger besonderer Zahnmerkmale umstritten.

## Beschreibung

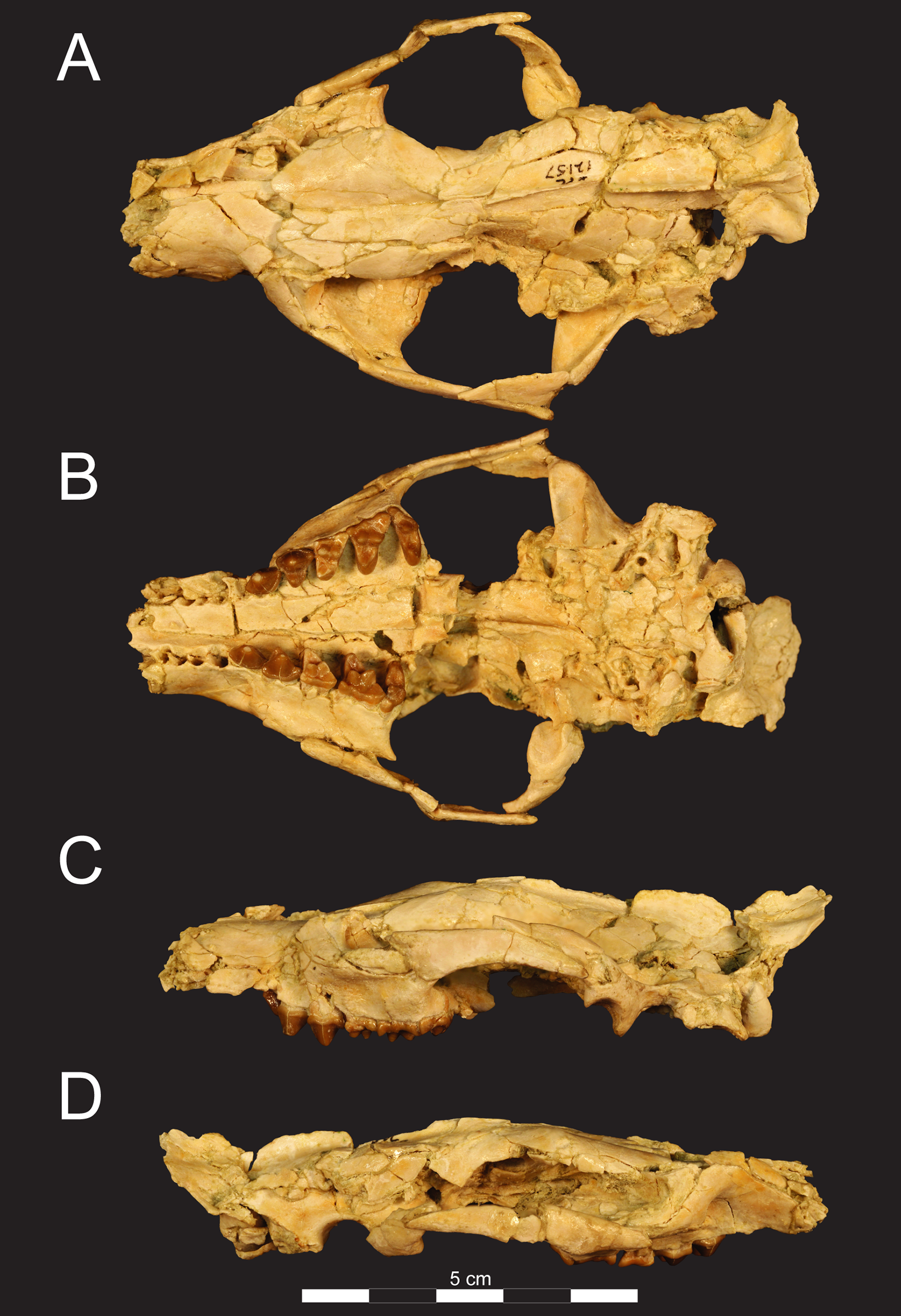
Schädel von Masrasector in vier Ansichten

Masrasector war ein eher kleiner Vertreter der Hyaenodonta. Kleine Angehörige der Gattung wiesen ein rekonstruiertes Gewicht von durchschnittlich 1,05 bis 1,16 kg auf. Größere Exemplare erreichten nicht die Ausmaße des nahe verwandten Brychotherium. In der Größe entsprachen die Tiere somit der heutigen Kleinfleck-Ginsterkatze oder dem Streifenskunk. Von der Gattung liegen der Schädel und einzelne Teile des Bewegungsapparates vor. Die bekannten Schädel sind vollständig bei einer Länge von 8,1 cm, sie zeigen aber markante lagerungsbedingte Deformationen. Das Rostrum war schmal und teils röhrenförmig. Der Mittelkieferknochen bestand nur als dünner Knochen, der den seitlichen Rand des Naseninnenraumes bildete. Das Nasenbein zog über der Nasenöffnung seitlich etwas ein. Die Sutur zwischen dem Nasen- und dem Stirnbein bildete ein V mit der Spitze nach hinten weisend. Am Oberkiefer lag oberhalb des dritten Prämolaren ein großes Foramen infraorbitale, das einen Durchmesser von 3,2 mm besaß. Der Oberkiefer selbst war nicht am Rand der Orbita beteiligt. Dieser wurde oben vom Stirnbein, vorn vom Tränenbein und unten vom Schläfenbein gebildet, der vordere Rand saß oberhalb des ersten Molars. Das Stirnbein zeigte am oberen hinteren Rand der Orbita eine markante Aufwölbung, ein Processus postorbitalis war aber nicht ausgebildet. Das Tränenbein ragte von der Orbita ins Gesicht und besaß einen weiten Kontaktbereich mit dem Oberkiefer. Der Jochbogen wies über seine gesamte Länge einen recht massiven Bau auf. Zwei markante Temporallinien verliefen über das Stirnbein und dienten als Ansatz des Musculus temporalis. Auf dem Scheitelbein war zusätzlich ein kräftiger Scheitelkamm ausgebildet, der bis zum Wulst des Hinterhauptsbeins reichte. Dieser war fächerartig breit und ausgedehnt. Die Gelenkflächen des Hinterhauptsbeins zum Anschluss an die Halswirbelsäule hatten eine ovale Form und waren so höher als breit. Die Schädelbasis ist weitgehend beschädigt. Die Glenoidgrube zur Gelenkung des Unterkiefers mit dem Schädel war ebenfalls oval mit der größten Breite quer zur Schädelachse.

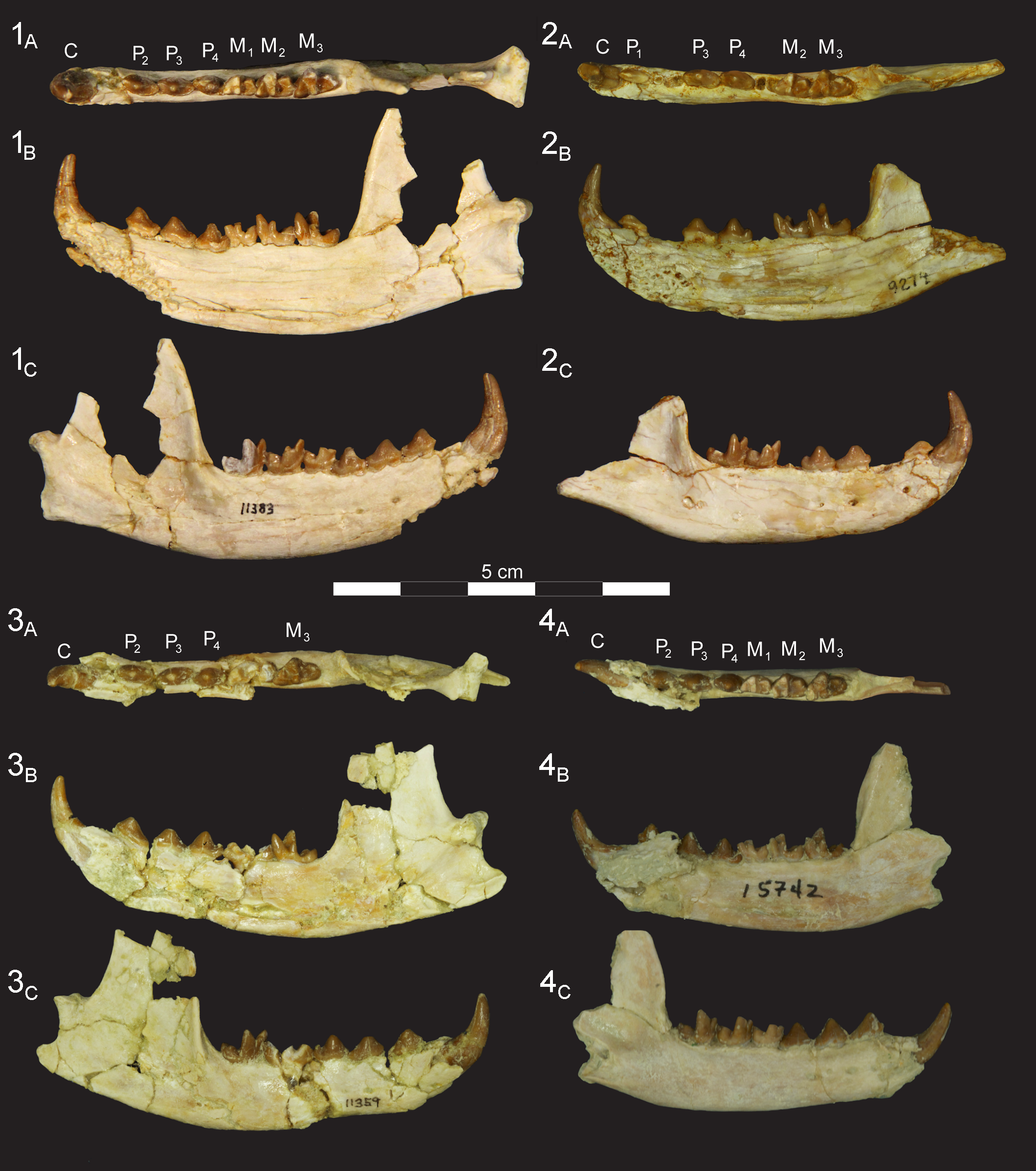
Verschiedene Unterkiefer von Masrasector in jeweils drei Ansichten

Der Unterkiefer besaß einen massiven Bau. Die Symphyse reichte bis zum dritten Prämolaren und war nicht geschlossen. Das vordere Foramen mentale befand sich unter dem ersten Prämolaren, zwei weitere folgten jeweils unter dem dritten und vierten Vormahlzahn. Der untere Rand des Unterkiefers verlief konvex bis etwa zur Mitte unter dem Kronenfortsatz. Hier war eine kleine konkave Einbuchtung ausgebildet, die dann zum gerundeten Winkelfortsatz auslief. Unterhalb der Spitze des Kronenfortsatzes öffnete sich das Foramen mandibulae. Es war horizontal orientiert, der dort ansetzende Mandibularkanal maß 2 mm im Durchmesser. Der aufsteigende Ast des Unterkiefers setzte in einem Winkel von 106° zur Alveolarebene an. Er war breit gestaltet und ragte hoch auf, etwa um das 1,25fache der Höhe des horizontalen Knochenkörpers.

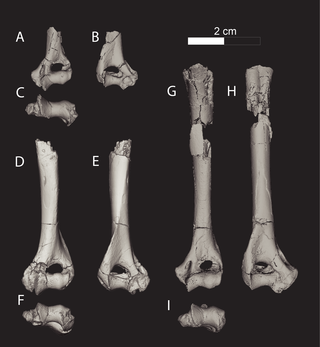
Verschiedene Oberarmfragmente von Masrasector in jeweils drei Ansichten

Weder in der oberen noch in der unteren Gebisshälfte sind die Schneidezähne erhalten. Der Eckzahn repräsentierte den größten Zahn, im Unterkiefer erreichte er die Hälfte der Höhe des Kronenfortsatzes. Er hatte eine seitlich gepresste Gestalt und war leicht nach hinten gekrümmt. Es waren keine scharfen Schneidkanten ausgebildet, so dass der Querschnitt eher konisch anstatt klingenartig wirkte. Alle hinteren Zähne standen in einer geschlossenen Reihe. Die Prämolaren wiesen in der Seitenansicht eine massiv dreieckige Gestalt auf, was vor allem durch den großen Paraconus (Oberkiefer) beziehungsweise das Protoconid (Unterkiefer) hervorgerufen wurde, den jeweiligen Haupthöcker der Vormahlzähne. Bei Masrasector war der Höcker aber eher buckelig geformt und nicht so spitz wie beim verwandten Brychotherium. Auch fehlten den hintersten Prämolaren weitgehend die scharfen Schneidkanten, die etwa bei Brychotherium bestanden. Die Molaren besaßen einen typisch sectorialen Bau mit drei Haupthöckern (Metaconus, Paraconus und Protoconus bei den oberen sowie Metaconid, Paraconid und Protoconid bei den unteren Mahlzähnen). Der Meta- und der Paraconus der ersten beiden Oberkiefermolaren waren seitlich etwas gepresst, jedoch nicht so stark wie bei Brychotherium. Die Höcker bildeten an der Basis eine Einheit, die Spitzen standen deutlich auseinander. Auf dem ersten Molar ragten beide Höcker etwa gleich hoch, auf dem zweiten war der Metaconus leicht höher als der Paraconus. Die an der Basis fusionierten Höcker und der gegenüber dem Paraconus höhere Metaconus sind charakteristische Kennzeichen der Teratodontinae, bei stammesgeschichtlich entwickelten Formen wie Dissopsalis und Anasinopa war der Paraconus zudem deutlich in der Größe reduziert. An den seitlichen Kanten bestanden scharfe Scherleisten, wobei die hintere (Postmetacrista) über eine flache Bucht mit dem Metastyl in Verbindung stand, die Bucht war auf dem zweiten Molar markanter als auf dem ersten. Der Protoconus ragte etwa halb so hoch wie Meta- und Paraconus. Der dritte Oberkiefermolar war deutlich kleiner als die beiden vorherigen und zeichnete sich durch das Fehlen des Metaconus aus. Im Unterkiefer wiesen die Molaren ein charakteristisches Talonid auf (einen niedriger liegenden Teil der Kauoberfläche), das knapp die Hälfte der Zahnlänge beanspruchte. Dadurch wich Masrasector von Brychotherium mit seinen kürzeren Taloniden ab und entsprach eher Glibzegdouia. Den größten Höcker bildete das Protoconid, den kleinsten das Metaconid, während das Paraconid zwischen beiden vermittelte. Vom vordersten zum hintersten Unterkiefermolar wuchs das Paraconid verhältnismäßig an Größe, das Metaconid wurde dagegen kleiner. In diesem Merkmal stimmt Masrasector mit Brychotherium überein. Der größte Zahn im Unterkiefer war der hinterste Molar mit 6,2 mm Länge. Teilweise übertrafen die Prämolaren aber die vorderen Molaren an Länge. So war der zweite Prämolar 5,4 mm lang, der erste Molar aber nur 4,5 und der zweite 5,3 mm. Ähnlich verhielt es sich im Oberkiefer, hier betrugen die entsprechenden Werte für den zweiten Prämolaren 5,2 mm (der erste ist unbekannt), für den ersten Molar 4,7 und für den zweiten Molar 5,9 mm. Der wesentlich kleinere dritte Molar erreichte nur 2,7 mm Länge.
Es sind lediglich drei Fragmente des unteren Oberarmknochens bekannt. Das längste Stück ist 63 mm lang und besitzt noch substantielle Teile der Diaphyse. Der Schaft war rundlich im Querschnitt und wies eine markante Knochenleiste als Ansatzpunkt des Musculus supinator auf. Die Leiste verschmälerte sich zum unteren Gelenkende (Ellenbogengelenk) hin und lief dann auf der Außenseite auf dem äußeren Vorsprung (Epicondyle) der Gelenkrolle aus. Der innere Vorsprung der Gelenkrolle war vergrößert. Die Fossa olecrani bildete oberhalb der Gelenkrolle eine massive Öffnung im Knochen.

## Fossilfunde

Oberkieferfragment (A–C) und Schnauzenpartie (D) von Masrasector

Masrasector ist von mehreren Fundstellen in Nordafrika und der Arabischen Halbinsel bekannt. Zu den umfangreichsten Fossilresten gehören die der Fayyum-Region im nördlichen Ägypten, eine der bedeutendsten Fossillagerstätten aus dem Paläogen. Das bisher bekannte Material streut stratigraphisch relativ weit. Die möglicherweise ältesten Funde stammen hier noch aus der Fundlokalität BQ-2 im unteren Abschnitt der Qasr-el-Sagha-Formation und gehören damit in das Obere Eozän vor etwa 37 Millionen Jahren. Es handelt sich um einzelne isolierte Zähne und einen Unterkieferast. Sehr umfangreich sind die Fossilfunde aus der Lokalität L-41, die sich im untersten Abschnitt der Gebel-Qatrani-Formation befindet. Das Alter beträgt etwa 34 Millionen Jahre. Die hier sehr feinkörnigen Ablagerungen unterscheiden sich von den restlichen gröberklastischen Sedimenten der Gesteinseinheit und gehen wohl auf einen ehemaligen See zurück. Bisher entdeckt wurden hier mehrere vollständige Schädel und zahlreiche Unterkiefer sowie einzelne Langknochen. Damit gehört Masrasector zu den kleinsten Hyaenodonten des afroarabischen Raumes, von denen Teile des Bewegungsapparates überliefert sind. Aus jüngeren Schichten der Gebel-Qatrani-Formation, die weitgehend in das Untere Oligozän datieren, sind einige Einzelfunde belegt. Hervorzuheben sind ein Unterkieferrest, ein Oberkieferfragment und isolierte Zähne aus der Fundstelle G. Sie stellen das forschungsgeschichtlich zuerst entdeckte Fundmaterial dar und dienten zur Aufstellung der Gattung. Weitere dokumentierte Funde von Masrasector erhielten sich an den Fundstellen A, E, I und M. Jene der beiden letztgenannten stellen die jüngsten Funde der Gattung im Fayyum dar.
Abseits der Fayyum-Region wurde Masrasector in Nordafrika in Bir el-Ater (Nementcha) im nordöstlichen Algerien aufgefunden. Die Fundstelle mit ihren reichhaltigen Fossilresten gehört in das Obere Eozän, genauer in den Übergang von Bartonium zu Priabonium. Dadurch bilden die Funde von Masrasector hier wohl die ältesten der Gattung bisher. Sie beschränken sich aber lediglich auf zwei Ober- und einen Unterkieferbackenzahn. Zwei weitere Zähne kamen aus der Ashawq-Formation bei Taqah im südlichen Oman zum Vorschein. Sie haben ein unteroligozänes Alter und dürften daher zeitgleich zu den Resten aus dem oberen Bereich der Gebel-Qatrani-Formation im Fayyum sein.

## Paläobiologie
Anhand des unteren Gelenkendes des Oberarmknochens lässt sich ein stabiles Ellenbogengelenk annehmen. Es kann daraus geschlussfolgert werden, dass Masrasector sich wohl terrestrisch fortbewegte, möglicherweise war er ein schneller Läufer. Generell haben Hyaenodonten aber einen massiveren Bewegungsapparat als heutige Raubtiere. Ausgehend von dem geringen Körpergewicht der Tiere lässt sich ihr Beutespektrum im Fayyum auf die kleineren stachelschweinartigen Nagetiere und die kleinen Vertreter der Schliefer einengen. Die eher baumbewohnenden Primaten sind wahrscheinlich als potentielle Nahrungsressource auszuschließen. Andererseits könnten die eher stumpfen Höcker der Prämolaren auch auf eine Bevorzugung von hartschaligen Mollusken hindeuten (durophag).

## Systematik
Masrasector ist eine Gattung aus der ausgestorbenen Unterfamilie der Teratodontinae innerhalb der ebenfalls erloschenen Ordnung der Hyaenodonta. Die Hyaenodonta galten ursprünglich als Teil der Creodonta, die teilweise etwas irreführend auch als „Urraubtiere“ bezeichnet werden. Es wurde angenommen, dass die Creodonta die Schwestergruppe der heutigen Raubtiere (Carnivora) innerhalb der übergeordneten Gruppe der Ferae darstellen. Da sich die Creodonta in der Folgezeit als in sich nicht geschlossene Gruppe erwiesen, wurden sie in die Hyaenodonta und die Oxyaenodonta aufgespalten. Beide Gruppen zeichnen sich gegenüber den Raubtieren durch eine weiter nach hinten im Gebiss verlagerte Brechschere aus. In der Regel sind bei den Hyaenodonten der zweite Oberkiefer- und der dritte Unterkiefermolar einbezogen. Die Hyaenodonten lassen sich erstmals im Mittleren Paläozän vor rund 60 Millionen Jahren nachweisen, ihr letztes Auftreten haben sie im Mittleren Miozän vor etwa 9 bis 10 Millionen Jahren. Die Teratodontinae nehmen innerhalb der Hyaenodonta die Position der Schwestergruppe der Familie der Hyainailouridae ein, beide zusammen formen die übergeordnete Gruppe der Hyainailouroidea. Ein charakteristisches Merkmal der Teratodontinae findet sich im Bau der Oberkiefermolaren, bei denen die beiden Zahnhöcker Para- und Metaconus nur an der Basis miteinander fusioniert sind und letzterer ersteren überragt. Im Unterschied dazu verschmelzen bei den Hyainailouridae der Para- und der Metaconus zum Amphiconus. Außerdem ist der Paraconus höher als der Metaconus. In Bezug auf die Höhenausprägung der beiden Höcker stimmen die Teratodontinae mit den Hyaenodontidae überein, bei diesen sind der Para- und der Metaconus aber ebenfalls miteinander verwachsen. Masrasector bildet eine nähere Verwandtschaftsgruppe mit einigen stammesgeschichtlich jüngeren Vertretern der Teratodontinae, etwa Dissopsalis, Teratodon und Anasinopa. Als Schwestergattung der Gruppe kann Brychotherium aufgefasst werden, das ebenfalls im Fayyum nachgewiesen ist.
Folgende Arten von Masrasector sind anerkannt:
- M. aegypticum Simons & Philip D. Gingerich, 1974
- M. ligabuei Crochet, Thomas, Roger & Al-Sulaimani, 1990
- M. nananubis Borths & Seiffert, 2017

Von diesen drei Arten ist M. nananubis der stammesgeschichtlich älteste und kleinste Vertreter, er trat bereits im Oberen Eozän an der Fundstelle L-41 in Fayyum auf. Die beiden anderen Arten datieren weitgehend in das Untere Oligozän. M. aegypticum stammt aus der Fundstelle G des Fayyum. M. ligabuei wurde zuerst in Taqah in Oman entdeckt, die Funde aus Bir el-Ater könnten aber eventuell ebenfalls diese Art repräsentieren, womit der Vertreter ebenfalls bereits im Oberen Eozän in Erscheinung trat. Eine potenzielle weitere Art, „M. pithecodacos“, war bereits 1994 in einer unveröffentlichten Arbeit von Patricia A. Holroyd für die Fundstellen I und M des Fayyum-Gebietes aufgestellt worden, eine formal gültige Beschreibung liegt aber bisher nicht vor. Ein kleinerer Unterkiefer aus der Fundstelle G im Fayyum wurde zunächst als mögliche neue Art gedeutet, später aber als Jungtier von M. aegypticum interpretiert; anderen Meinungen zufolge repräsentiert er eine bisher nicht beschriebene Gattung.
Masrasector wurde im Jahr 1974 von Elwyn L. Simons und Philip D. Gingerich wissenschaftlich erstbeschrieben. Das Typusmaterial stammt aus der Fundstelle G der Fayyum-Region in Ägypten. Der Holotyp (Exemplarnummer CGM 30978) besteht aus einem linken Unterkiefer mit dem letzten Prämolaren und den drei Molaren. Der Gattungsname Masrasector setzt sich aus dem arabischen Wort Masr für „Ägypten“ und dem lateinischen Wort sector für „Zerschneider“ (von secare „zerschneiden“) zusammen. In ihrer Erstbeschreibung sahen die Autoren Masrasector noch in der Nähe von ursprünglichen Hyaenodonten wie Proviverra, Sinopa und Metasinopa mit einer intermediären Stellung zwischen den beiden letztgenannten. Sie begründeten dies mit der ihrer Meinung nach progressiven Vergrößerung der drei Haupthöcker der Unterkiefermolaren und der zunehmenden Bedeutung der Schneidkanten. In der nachfolgenden Zeit wurde Masrasector gemeinsam mit anderen Formen wie Anasinopa und Dissopsalis daher immer wieder als „afrikanische Proviverrinen“ angesehen, die genauen verwandtschaftlichen Beziehungen blieben weitgehend unklar. Je nach Wichtung der Zahnmerkmale vermuteten Wissenschaftler einerseits eine engere Bindung an ähnliche Formen aus Südostasien (Kyawdawia und Paratritemnodon), andererseits auch eine Nahverwandtschaft mit einigen amerikanischen Formen (Sinopa und Prototomus). Die eher stumpfe und große Ausprägung der Prämolaren ließ wiederum einige Forscher über eine nähere Verwandtschaft mit dem aus dem Miozän Afrikas bekannten Teratodon spekulieren, das bisher nur spärlich belegt ist. Phylogenetische Untersuchungen bestätigten diese Ansicht später und führten somit zu einem Verweis zu den Teratodontinae.